# 2014-es WTA 125K versenysorozat
A 2014-es WTA 125K versenysorozat a WTA által szervezett nemzetközi tenisztorna az élvonalat követő profi női teniszezők számára. A 2014-es évad öt tornát foglalt magába, amelyek mindegyikének díjalapja 125 000 amerikai dollár volt.

## Szerezhető ranglistapontok
Rövidítések: Gy=győzelem; D=döntős; ED=elődöntős; ND=negyeddöntős; R16=16 között; R32=32 között; Q=kvalfikációt szerzett; Q2=kvalifikáció 2. fordulója; Q1=kvalifikáció 1. fordulója.
| Esemény     | Gy  | D  | ED | ND | R16 | R32 | Q   | Q2  | Q1  |
| ----------- | --- | -- | -- | -- | --- | --- | --- | --- | --- |
| Egyéni      | 160 | 95 | 57 | 29 | 15  | 1   | 6   | 4   | 1   |
| Páros (16D) | 160 | 95 | 57 | 29 | 1   | N/A | N/A | N/A | N/A |

## Versenynaptár
| Kezdet        | Torna                                                                                     | Bajnok                                              | Döntős                           | Elődöntősök                      | Negyeddöntősök                                                       |
| ------------- | ----------------------------------------------------------------------------------------- | --------------------------------------------------- | -------------------------------- | -------------------------------- | -------------------------------------------------------------------- |
| Július 21.    | Jiangxi International Women’s Tennis Open Nancsang, Kína 125 000 $ – Kemény – 32S/16Q/16D | Peng Suaj 6–2, 3–6, 6–3                             | Liu Fang-csou                    | Cseng Szaj-szaj Luksika Kumkhum  | Vang Csiang Doi Miszaki Vang Ja-fan Csang Ling                       |
| Július 21.    | Jiangxi International Women’s Tennis Open Nancsang, Kína 125 000 $ – Kemény – 32S/16Q/16D | Csuang Csia-zsung Namigata Junri 7–6(4), 6–3        | Csan Csin-vej Hszü Ji-fan        | Cseng Szaj-szaj Luksika Kumkhum  | Vang Csiang Doi Miszaki Vang Ja-fan Csang Ling                       |
| Szeptember 1. | Suzhou Ladies Open Szucsou, Kína 125 000 $ – Kemény – 32S/0Q/16D                          | Anna-Lena Friedsam 6–1, 6–3                         | Tuan Jing-jing                   | Jana Čepelová Misa Eguchi        | Cseng Szaj-szaj Katerina Kozlova Risa Ozaki Patricia Mayr-Achleitner |
| Szeptember 1. | Suzhou Ladies Open Szucsou, Kína 125 000 $ – Kemény – 32S/0Q/16D                          | Csan Csin-vej Csuang Csia-zsung 6–1, 3–6, [10–7]    | Misa Eguchi Hozumi Eri           | Jana Čepelová Misa Eguchi        | Cseng Szaj-szaj Katerina Kozlova Risa Ozaki Patricia Mayr-Achleitner |
| Október 27.   | Ningbo International Women's Tennis Open Ningbo, Kína 125 000 $ – Kemény – 32S/16Q/16D    | Magda Linette 3–6, 7–5, 6–1                         | Vang Csiang                      | Tuan Jing-jing Paula Kania       | Jekatyerina Bicskova Csu Lin Vang Jan Cseng Szaj-szaj                |
| Október 27.   | Ningbo International Women's Tennis Open Ningbo, Kína 125 000 $ – Kemény – 32S/16Q/16D    | Arina Rodionova Olha Szavcsuk 4–6, 7–6(2), [10–6]   | Han Hszin-jün Csang Kaj-lin      | Tuan Jing-jing Paula Kania       | Jekatyerina Bicskova Csu Lin Vang Jan Cseng Szaj-szaj                |
| November 3.   | OEC Taipei WTA Challenger Tajpej, Tajvan 125 000 $ – Szőnyeg (fedett) – 32S/16Q/16D       | Vitalija Gyjacsenko 1–6, 6–2, 6–4                   | Csan Jung-zsan                   | Anna-Lena Friedsam Ana Bogdan    | Magda Linette Alla Kudrjavceva Cseng Szaj-szaj Luksika Kumkhum       |
| November 3.   | OEC Taipei WTA Challenger Tajpej, Tajvan 125 000 $ – Szőnyeg (fedett) – 32S/16Q/16D       | Csan Hao-csing Csan Jung-zsan 6–4, 6–3              | Csang Kai-csen Csuang Csia-zsung | Anna-Lena Friedsam Ana Bogdan    | Magda Linette Alla Kudrjavceva Cseng Szaj-szaj Luksika Kumkhum       |
| November 3.   | Open GDF Suez de Limoges Limoges, Franciaország 125 000 $ – Kemény (fedett) – 32S/16Q/8D  | Tereza Smitková 7–6(4), 7–5                         | Kristina Mladenovic              | Francesca Schiavone Océane Dodin | Leszja Curenko Richèl Hogenkamp Ana Konjuh Julija Putyinceva         |
| November 3.   | Open GDF Suez de Limoges Limoges, Franciaország 125 000 $ – Kemény (fedett) – 32S/16Q/8D  | Kateřina Siniaková Renata Voráčová 2–6, 6–2, [10–5] | Babos Tímea Kristina Mladenovic  | Francesca Schiavone Océane Dodin | Leszja Curenko Richèl Hogenkamp Ana Konjuh Julija Putyinceva         |

## Statisztikák
A táblázatok tartalmazzák az egyéni és páros tornagyőzelmek számát versenyzőként és országonként.

### Győzelmek versenyzőnként
| Össz | Versenyző                 | Egyéni | Páros | Egyéni | Páros |
| ---- | ------------------------- | ------ | ----- | ------ | ----- |
| 2    | Csuang Csia-zsung (TPE)   |        | ●     | 0      | 2     |
| 1    | Vitalija Gyjacsenko (RUS) | ●      |       | 1      | 0     |
| 1    | Magda Linette (POL)       | ●      |       | 1      | 0     |
| 1    | Anna-Lena Friedsam (GER)  | ●      |       | 1      | 0     |
| 1    | Peng Suaj (CHN)           | ●      |       | 1      | 0     |
| 1    | Tereza Smitková (CZE)     | ●      |       | 1      | 0     |
| 1    | Csan Csin-vej (TPE)       |        | ●     | 0      | 1     |
| 1    | Csan Hao-csing (TPE)      |        | ●     | 0      | 1     |
| 1    | Csan Jung-zsan (TPE)      |        | ●     | 0      | 1     |
| 1    | Junri Namigata (JPN)      |        | ●     | 0      | 1     |
| 1    | Arina Rodionova (AUS)     |        | ●     | 0      | 1     |
| 1    | Olha Szavcsuk (UKR)       |        | ●     | 0      | 1     |
| 1    | Kateřina Siniaková (CZE)  |        | ●     | 0      | 1     |
| 1    | Renata Voráčová (CZE)     |        | ●     | 0      | 1     |

### Győzelmek országonként
| Össz | Ország        | Egyéni | Páros |
| ---- | ------------- | ------ | ----- |
| 3    | Tajvan        | 0      | 3     |
| 2    | Csehország    | 1      | 1     |
| 1    | Kína          | 1      | 0     |
| 1    | Németország   | 1      | 0     |
| 1    | Lengyelország | 1      | 0     |
| 1    | Oroszország   | 1      | 0     |
| 1    | Ausztrália    | 0      | 1     |
| 1    | Japán         | 0      | 1     |
| 1    | Ukrajna       | 0      | 1     |